# Episodi de L'ispettore Barnaby (nona stagione)
La nona stagione del telefilm L'ispettore Barnaby è andata in onda nel Regno Unito dal 9 ottobre 2005 al 24 settembre 2006 sul network ITV.
| nº | Titolo originale            | Titolo italiano                  | Prima TV UK       | Prima TV Italia |
| -- | --------------------------- | -------------------------------- | ----------------- | --------------- |
| 1  | The House in the Woods      | La casa nel bosco                | 9 ottobre 2005    |                 |
| 2  | Dead Letters                | Lettere postume                  | 26 febbraio 2006  |                 |
| 3  | Vixen's Run                 | Gli smeraldi di Haddington       | 5 marzo 2006      |                 |
| 4  | Down Among the Dead Men     | Ombre del passato                | 12 marzo 2006     |                 |
| 5  | Four Funerals and a Wedding | Quattro funerali e un matrimonio | 24 settembre 2006 |                 |
| 6  | Country Matters             | Affari di contea                 | 10 settembre 2006 |                 |
| 7  | Death in Chorus             | Morte nel coro                   | 3 settembre 2006  |                 |
| 8  | Last Year's Model           | Compagne di scuola               | 17 settembre 2006 |                 |